# Debden (metrostation)
Debden is een station van de metro van Londen aan de Central Line, in de plaats Debden. Het station is geopend in 1865.

## Geschiedenis

### Great Eastern Railway
Het station werd 24 april 1865 geopend door de Great Eastern Railway (GER) als onderdeel van de verlenging van de Loughton-tak van de spoorweg naar Epping en Ongar. Aanvankelijk genaamd Chigwell Road, werd het al snel omgedoopt op 1 december 1865 tot Chigwell Lane, al bleef de lijn enkelsporig tot 1892. Het is bezongen in het Victoriaanse liedje The Chigwell Stationmaster's Wife, immers metrostation Chigwell werd pas in 1903 geopend. Als gevolg van de Eerste Wereldoorlog werd Chigwell Lane, net als een aantal andere stations van de GER, als bezuinigingsmaatregel van 22 mei 1916 tot 3 februari 1919 gesloten voor reizigersverkeer. In 1921 werd een spoorwegwet van kracht die de veelheid aan spoorwegmaatschappijen groepeerde in vier grote bedrijven, zodoende ging de GER in 1923 op in de London & North Eastern Railway (LNER).

### Undergound
In 1933 werd het openbaar vervoer in Londen genationaliseerd in de Londen Passenger Transport Board (LPTB). LPTB kwam met het New Works Programme 1935-1940 om knelpunten in het metronet aan te pakken en nieuwe woonwijken op de metro aan te sluiten. Onderdeel van het New Works Programme was de overname van de treindiensten ten noordoosten van Stratford, waarmee de stoomtractie bij Debden ook vervangen zou worden door de elektrische metro. De ombouw begon in 1938, maar door het uitbreken van de Tweede  Wereldoorlog werden de werkzaamheden in 1939 gestaakt. In 1946 hervatte de LNER de ombouw en op 25 september 1949 nam de Underground de reizigersdiensten over van British Railways, de rechtsopvolger van LNER. De komst van de underground betekende ook een nieuwe naamswijziging voor het station dat sindsdien Debden heet. De goederendiensten werden nog tot 5 oktober 1970 door British Railways voortgezet tussen het metroverkeer.

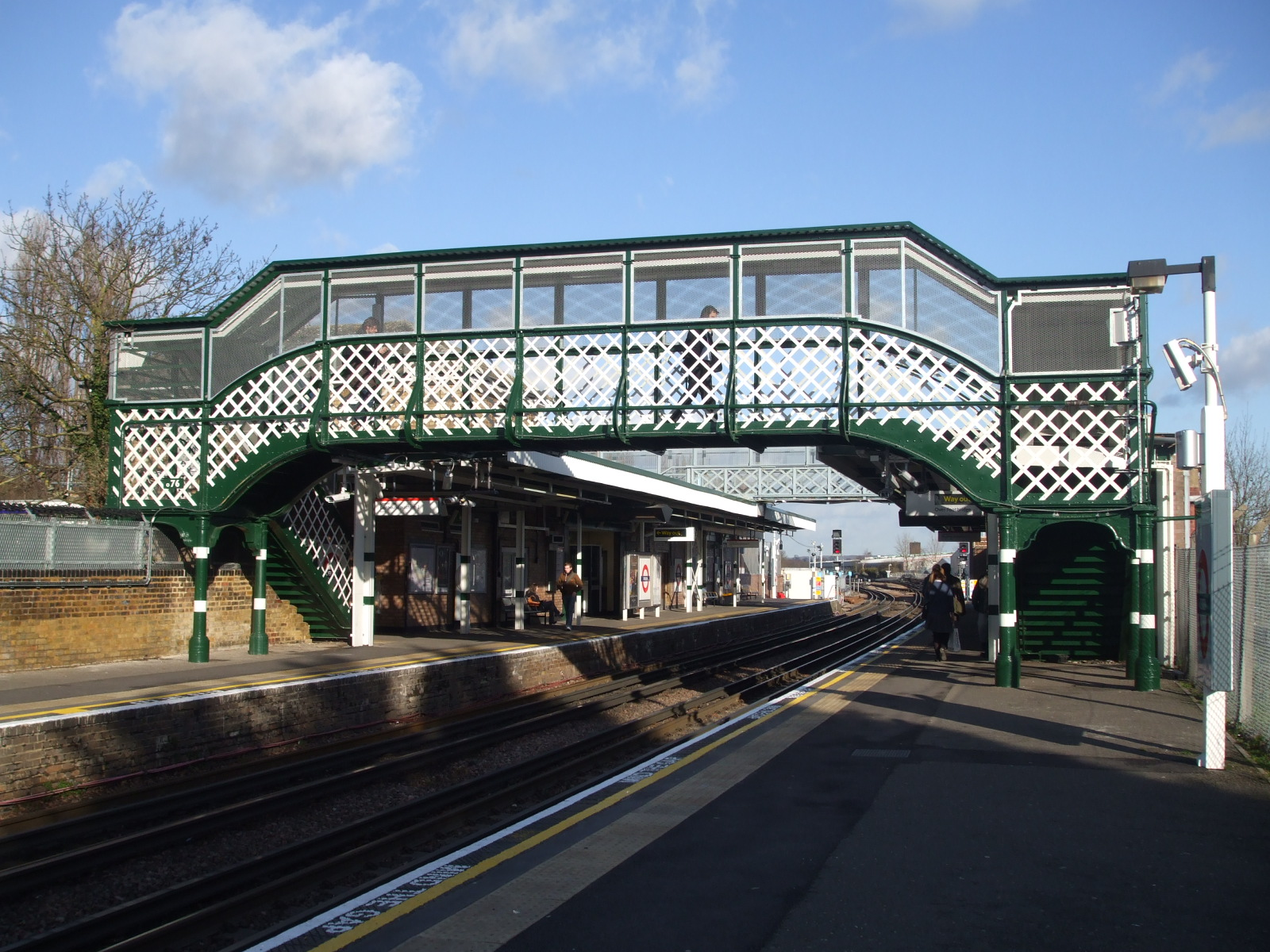
De loopbrug gezien uit het zuidwesten
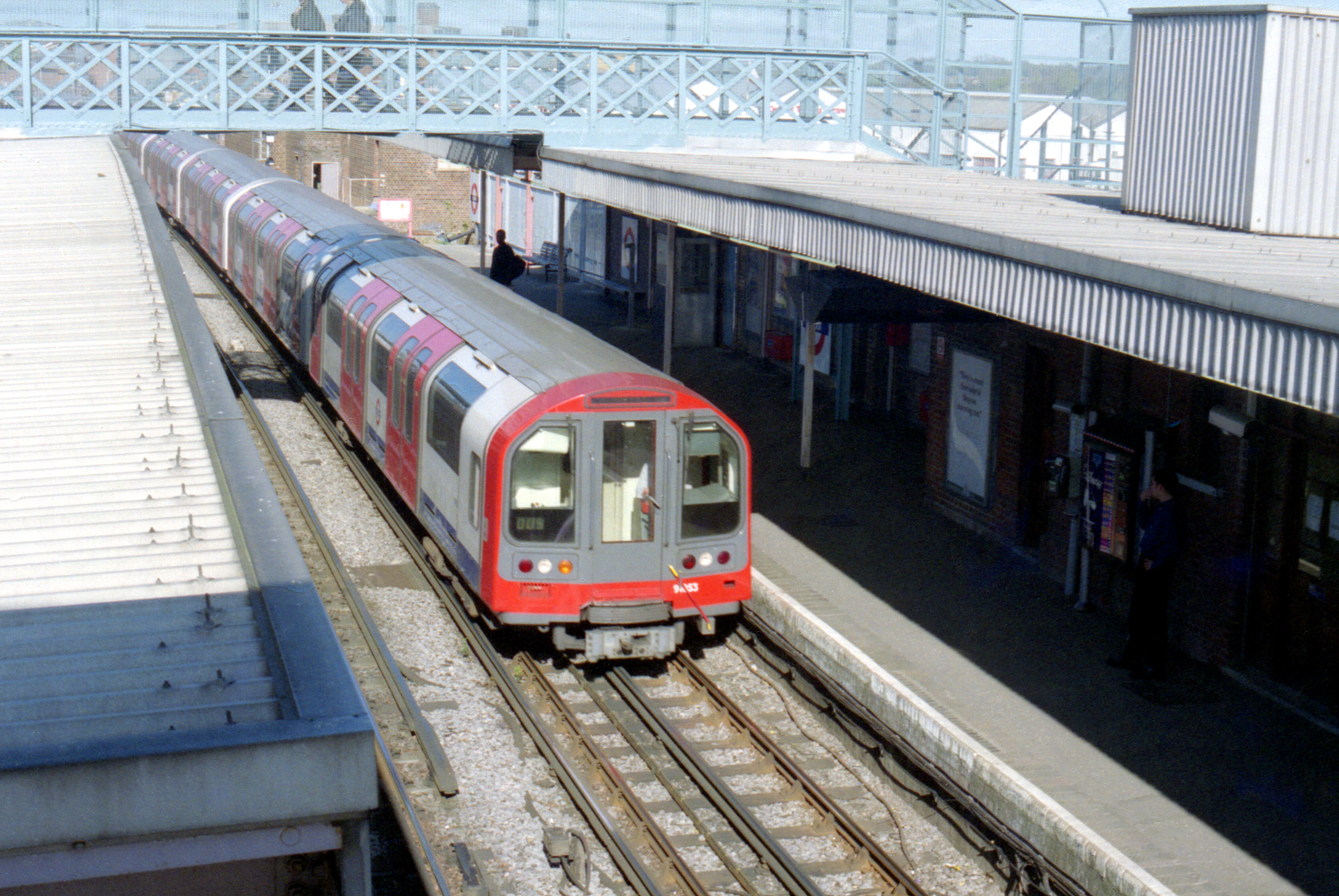
Materieel uit 1992 arriveert op station Debden
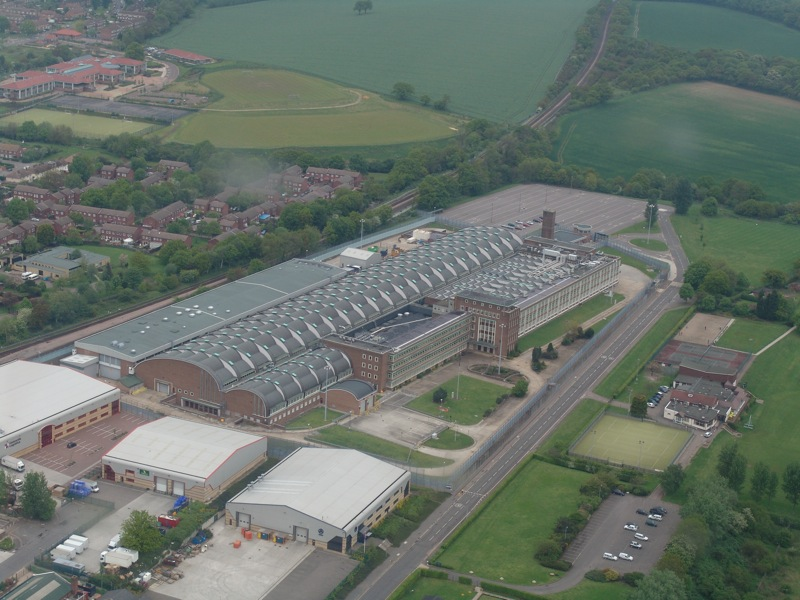
De drukkerij van De La Rue

## Ligging en inrichting
Het station ligt aan de Station Approach en zijstraat van Chigwell Lane (A1168) in het district Epping-Forest in Essex, de bushaltes liggen aan Chigwell Lane. De buslijnen 20, 397 en 677 worden gereden door Transport for London, terwijl de lijnen 66, 418, 418B en 542 door andere busbedrijven worden verzorgd. Het stationsgebouw aan de noordwestkant van het spoor werd in 1974 herbouwd waarbij alleen de dienstwoning van de stationschef bleef bestaan. Het station kent voor ieder zijperron een hal die grenst aan een parkeerplaats. De perrons zijn verbonden met een victoriaanse loopbrug, daarnaast is er een aparte brug voor niet-reizigers die het spoor over willen. Sinds april 2021 is het station rolstoeltoegankelijk dankzij een loopbrug met liften die aan de noordoost kant van de perrons is gebouwd. Aan de noordkant van het bedrijventerrein naast het station ligt de drukkerij van De La Rue, waar de Engelse bankbiljetten gedrukt worden, langs de Central Line. Tussen de sporen richting Epping ligt een keerspoor voor de metro's die in Debden eindigen. Doordat dit spoor aan de noordkant ook verbonden is met het spoor richting Epping is het ook mogelijk om metro's uit Epping te laten keren in Debden, bijvoorbeeld bij verstoringen ten zuiden van Debden. 